# Andreas Peter Berggreen

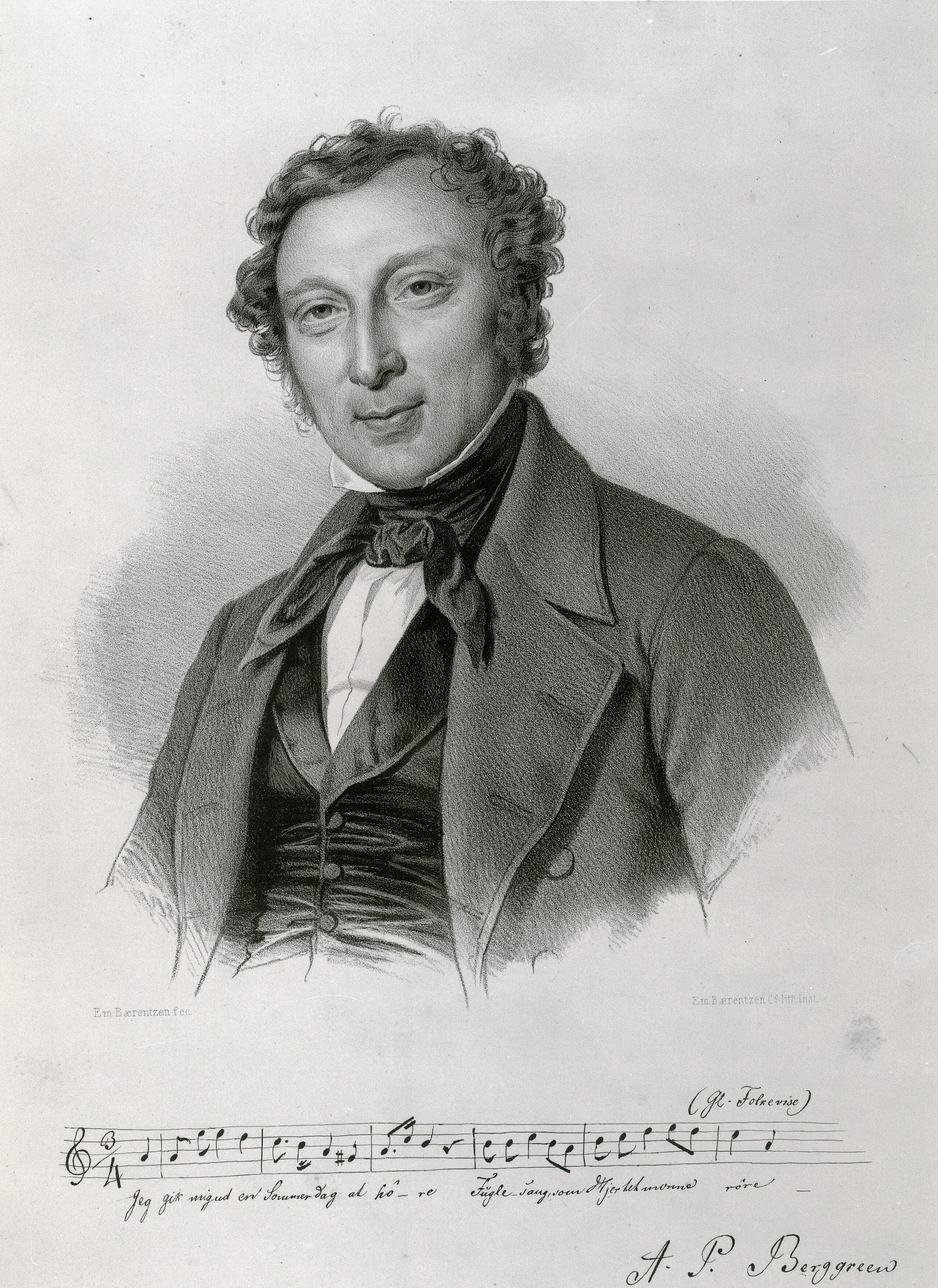
A. P. Berggreen

Andreas Peter Berggreen (* 2. März 1801 in Kopenhagen; † 8. November 1880 ebenda) war ein dänischer Komponist und Organist.

## Leben
Andreas Peter Berggreen studierte zunächst Rechtswissenschaften, ehe er sich der Musik zuwandte. Er war Schüler von Christopher Ernst Friedrich Weyse. 1838 wurde er Organist der Treenighed-Kirken und 1843 Gesangslehrer an der Metropolitanschule Kopenhagen. Seit 1859 hatte er das Amt des Gesangsinspektors für die öffentlichen Lehranstalten Dänemarks inne.
Berggreen förderte den Männergesangverein und das Kirchenlied, und er komponierte für das Theater (damals beliebte Singspiele). Er war Herausgeber von Musikzeitschriften und von Musikwerken. Bei den letzteren, besonders bei seiner Edition der Volkslieder und Melodien aus vielen Sprachgebieten, fällt auf, wie umsichtig die Liedauswahl getroffen wurde, wie bis dahin wenig beachtete ältere Quellen mit einbezogen wurden (bei den deutschen Liedern z. B. Büsching – von der Hagen, 1807, und etwa Liedflugschriften), wie zeitnah relativ neue Quellen ausgewertet wurden (Kobell, 1860; Erk, Liederhort, 1856; Ditfurth, 1855 u. a.) und wie kenntnisreich manche Anmerkungen dazu sind. Berggreens Werk ist (so zu Recht die dänische Wikipedia) ein in dieser Zeit einmaliges musikalisches Werk. Die Klaviersätze entsprechen dem Geschmack der Zeit.
Neben mehreren Schauspielmusiken, einer Kantate, Klavierstücken und Liedern veröffentlichte er auch einige von norwegischer und russischer Folklore inspirierte Gitarrenstücke und die Volksliedsammlungen Folk-Sange og Melodier (1842–71) und Melodier til Salmebog (1853).